# ブオンコンシーリョ城

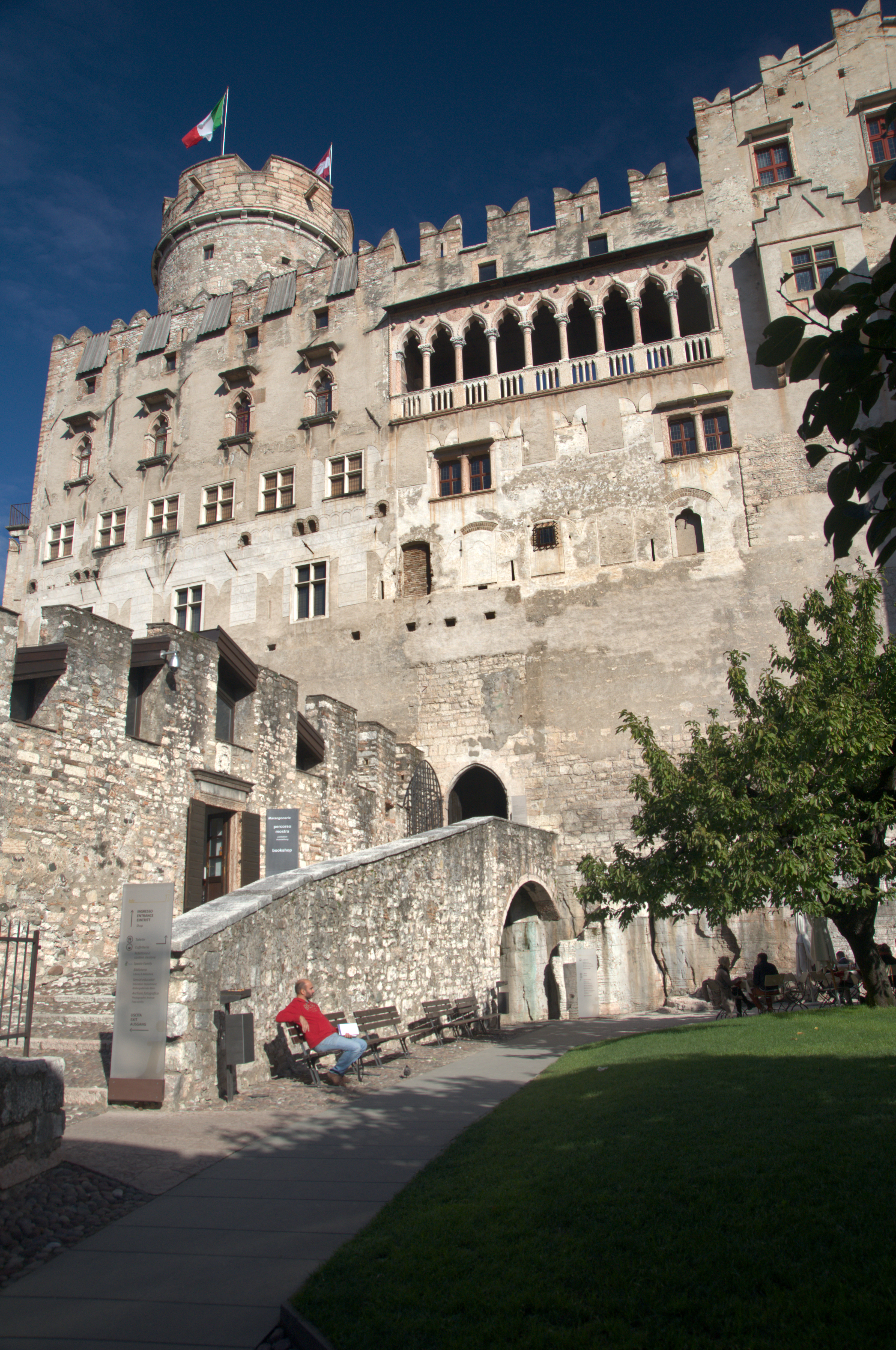
一番古くコアとなるカステルヴェッキオのファサード（正面）

ブオンコンシーリョ城 (イタリア語: Castello del Buonconsiglio、カステッロ・デル・ブオンコンシーリョ) は、イタリア共和国北部トレンティーノ＝アルト・アディジェ州の州都トレントに所在する城。
表記の揺れ：ブオンコンシリオ城、ボンコンシリオ城。複数の建物の集合体であり、一番古くコアとなる部分をカステルヴェッキオ（「古い城」の意）と呼ぶ

## 歴史
この場所には、もともとローマ帝国が建てたカストラ（城、防衛施設の意）があり、城の一部ともなっている。
13世紀に市壁の傍の Malconsey という丘に建てられた castello Malconsey という要塞が始まりであった。14世紀以降、Malconsey という地名がイタリア語の発音で「悪い提案（male consiglio）」に聞き取れるため、「良い提案」を意味する Buon consiglio に改名された。
14世紀以降、トレントが司教領となり司教領主の居館となった後、大規模な増築が行われた。
1796年にナポレオン軍の侵略があった後、トレントはハプスブルク家の所有となった。1803年まで主教座であった城はオーストリア兵の兵舎となり、その後は刑務所となった。
第一次世界大戦になるとハプスブルク帝国南部防衛の重要防衛拠点トレント要塞の一部となった。その一方、トレントは元々イタリア人が多く住み、地元のイタリア民族統一主義者ダミアーノ・キエサとチェーザレ・バッティスティは、イタリア軍に参加した。その後、二人はオーストリア人に捕まり反逆罪とされブオンコンシーリョ城の田園地帯で処刑された。その二人の処刑は、現地イタリア人達の民族意識を刺激することとなり、第一次世界大戦後にトレントはイタリア側の領土となった。そして、城はトレント自治県の財産となった。
第一次世界大戦前と最中の6か月以上に参戦したイタリア人は、ヴィットリオ・ヴェネト勲章が贈られ、その証書にはブオンコンシーリョ城が名誉の城として記載されている。

### 博物館
第一次世界大戦後、城は博物館となった。1992年以降は Provincial Gallery of Art の管理で、考古学、古代、中世、現代の収集物、現代美術などが展示されている。

## 構造
構造は、いろんな時代の建物が明確に分かれた形で一つの城となっている。
伝説によると、トレント大聖堂と地下の秘密トンネルで繋がっているとされている

## 文化
2015年、音楽家セバスチァーノ・セラフィニーのシングル「Akane」のミュージックビデオで初めて城内の撮影が許可された。